# Хронологија ФНРЈ и КПЈ октобар 1947.
Хронолошки преглед важнијих догађаја везаних за друштвено-политичка дешавања у Федеративној Народној Републици Југославији (ФНРЈ) и деловање Комунистичке партије Југославије (КПЈ), као и општа политичка, друштвена, спортска и културна дешавања која су се догодила у току октобра месеца 1947. године.
| ← септембар · Хронологија ФНРЈ и КПЈ током 1947. године · новембар → |

### 5. октобар
- У Варшави, у Пољској, званично потписан споразум о оснивању Информационог бироа неких комунистичких партија (Информбиро/Коминформ), који су сачињавале Свесавезна комунистичка партија (бољшевика), Комунистичка партија Југославије, Бугарска радничка партија (комуниста), Комунистичка партија Румуније, Мађарска комунистичка партија, Комунистичка партија Чехословачке, Пољска радничка партија, Италијанска комунистичка партија и Комунистичка партија Француске. Информбиро је имао задатак да замени Коминтерну, која је распуштена 1943. Укупно су одржана три заседања Информбироа — прво децембра 1947. у Београду, друго јуна 1948. у Букурешту и треће новембра 1949. у Будимпешти. Информбиро је званично распуштен 17. априла 1956. у току периода „дестаљинизације“. Из састава Информбироа је 1949. иступила КП Југославије.[1][2][3]

### 6. октобар
- У Београду председник Владе ФНРЈ Јосип Броз Тито, у присуству помоћника министра иностраних послова ФНРЈ др Владимира Велебита, примио групу британских парламентараца посланика Лабуристичке странке.[3]

### 8. октобар
- У Београду, од 1. до 8. октобра, одржано суђење на коме је због „издајничке делатности и раду на уједињавању народних елемената у тзв. сељачки блок“ др Драгољуб Јовановић, лидер левог крила бивше Земљорадничке странке и народни посланик у Народној скупштини ФНРЈ, осуђен на девет година затвора. На истом суђењу је на пет година затвора био осуђен и Фрањо Гажи, инжењер агрономије и бивши сарадник Ивана Шубашића.[4][5]

### 12. октобар
- На Цетињу, од 12. до 13. октобра, одржана Прва конференција Антифашистичког фронта жена Црне Горе, на којој су поднета два реферата — Други конгрес Народног фронта Југославије и задаци АФЖ, који је поднела Лидија Јовановић и Извештај о раду и организацијама Аниташистичког фронта жена, који је поднела Добрила Ојданић. На крају Конференције изабран је Главни одбор АФЖ Црне Горе од 122 члана и његово руководство — председник Лидија Јовановић и секретар Добрила Ојданић.[1]

### 13. октобар
- У Југославији, од 13. до 15. октобра, боравила делегација Републике Мађарске, коју су предводили — председник Министарског савета Лајош Дињеш, потпредседник Министарског савета Арпад Сакашич, министар иностраних послова др Ерик Молнар, Петар Вереш, министар народне одбране Петар Вереш, министар саобраћаја Ерне Гереа и представник Странке малих поседника Иштван Добија. Првог дана посете мађарску делегацију је у Белом двору примио председник Владе ФНРЈ Јосип Броз Тито. Током боравка, мађарске делегације потписана је Конвенција о културној сарадњи између ФНР Југославије и Мађарске.[3]

### 20. октобар
- Наредбом Врховног команданта и министра народне одбране ФНРЈ Јосипа Броза Тита 22. децембар, дан фомирања Прве пролетерске ударне бригаде, проглашен за Дан Југословенске армије.
- У Београду председник Владе ФНРЈ Јосип Броз Тито, у присуству помоћника министра иностраних послова ФНРЈ др Владимира Велебита, примио Стансилава Швалбу, потпредседника Републике Пољске и Јана Карола Вендеа, опуномоћеног амбасадора Пољске у ФНРЈ.[3]

### 21. октобар
- Генерална скупштина Организације уједињених нација донела Резолуцију 109 у којој су се НР Албанија, ФНР Југославија и НР Бугарска позивале да не помажу Демократску армију Грчке и тиме се директно мешају у грађански рат у Краљевини Грчкој (окончан октобра 1949). У складу са овом Резолуцијом у Солуну је била основана Специјална комисија која је надгледала ситуацију (Комисија је радила до децембра).

### 23. октобар
- У Београду председник Владе ФНРЈ Јосип Броз Тито примио Тома Драјберга, члана британског парламента и специјалног дописника лондонског листа „Рејнолд њуз“.[3]